# Hitchenia caulina
Hitchenia caulina là một loài thực vật có hoa trong họ Gừng. Loài này được (J.Graham) Baker mô tả khoa học đầu tiên năm 1890.